# Escadron de chasse 2/10 Seine

L'escadron de chasse 2/10 Seine est une ancienne unité de combat de l'armée de l'air française. Il était installé sur la base aérienne 110 Creil et ses avions portaient un code entre 10-RA et 10-RZ.

## Historique

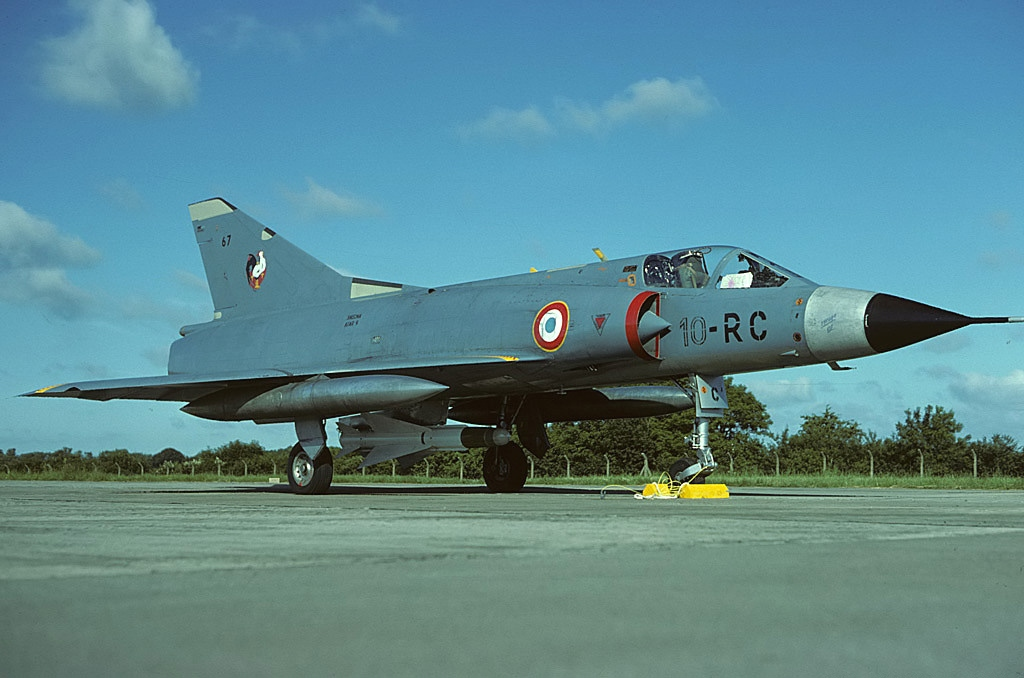
Mirage IIIC de l'Escadron de chasse 2/10 Seine en 1980 armé d'un Matra R530.

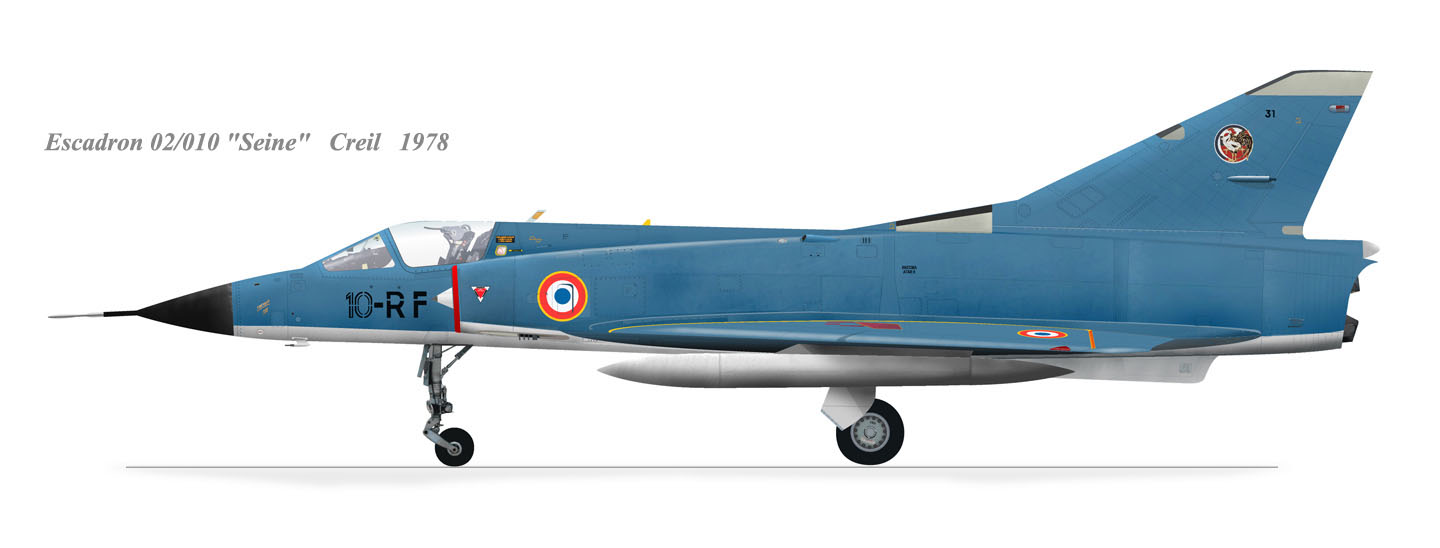
Mirage IIIC du 2/10 Seine

Escadrille particulière sur Nieuport 62 et Morane Saulnier 230 du 1er février 1934 au 1er janvier 1937, elle devient escadrille dite Cercle de Chasse de Paris du Groupe Aérien Régional de l'Aviation Légère de Défense (GARALD) 561 du 1er janvier 1937 au 1er avril 1937 puis 1re escadrille du GARALD 1/561 jusqu'au 2 septembre 1938.
Escadrille Régionale de Chasse ERC 1/561 du 2 septembre 1938 au 13 décembre 1939, elle devient, sur MB 151, avec la SPA76, escadrille du Groupe de Chasse II/10 Cercle de Chasse de Paris du 13 décembre 1939 au 10 août 1940 date de sa dissolution à l'issue de la Bataille de France.
L'Escadron de Chasse 1/10 Cercle de Chasse de Paris renaît le 1er avril 1951 au sein de 10e escadre de chasse à Vélizy-Villacoublay, chargée de défendre la région parisienne sur F47 Thunderbolt. Elle sera provisoirement dissoute le 1er avril 1954 pour renaître, à Creil, en tant que l'EC 2/10 Seine le 1er décembre 1954. L'insigne de l'escadrille du Cercle de Chasse de Paris sera aussi celui de l'escadron 2/10 Seine (pas d'autres traditions pour cet escadron).
Tour à tour équipé de Mystère IIC, de Mystère IVA, de Super Mystère B2 et de Mirage IIIC, l'EC 2/10 Seine sera dissous le 31 mai 1985, simultanément avec la 10e escadre de chasse.

## Escadrilles
- 1re escadrille - Cercle de Chasse de Paris
- 2e escadrille - Cercle de Chasse de Paris

## Appellations
- Groupe de Chasse II/10 Cercle de Chasse de Paris (13 décembre 1939 au 10 août 1940)
- Escadron de Chasse 2/10 Cercle de Chasse de Paris (1er avril 1951 au 1er avril 1954)
- Escadron de Chasse 1/10 Seine (1er décembre 1954 au 31 mai 1982)

## Bases
- Base aérienne 107 Villacoublay (1er avril 1951 au 1er avril 1954)
- Base aérienne 110 Creil (1er décembre 1954 au 31 mai 1982)

## Appareils
- Dassault Mystère II (13 juillet 1955 au 21 novembre 1957)
- Dassault Mystère IV (21 novembre 1957 à décembre 1958)
- Dassault Super Mystère B2 (décembre 1958 à septembre 1968)
- Dassault Mirage IIIC (1968-1985)